# Na Kráľovej holi
Na Kráľovej holi – ludowa pieśń słowacka pochodząca z Doliny Górnego Hronu, przedstawiająca miłosne rozterki górala na Kráľovej hoľi.
Dużą popularność w Czechosłowacji zyskała dzięki filmowi Zem spieva w reżyserii Karola Plicka (1933). Według legendy utwór miał napisać šumiacki żołnierz walczący w trakcie I wojny światowej na froncie rosyjskim. Do stworzenia pieśni nakłoniło go widmo śmierci, kiedy został ranny w walce. Według innej wersji jest to pieśń skazańca przed egzekucją, a drzewo (strom zelený) z pierwszej zwrotki miało być jego szubienicą.
W pierwotnej wersji utworu słowa vrch má naklonený k tej Slovenskej zemi miał brzmienie: vrch má naklonený k šumiackej zemi, a druga zwrotka była trzecią.
Utwór jest jedną z wielu tradycyjnych pieśni wykonywanych polifonicznie.
W 2017 wersja utworu wykonywana przez zespół Kollárovci zyskała dużą popularność w Internecie.

## Tekst
1.
Na Kráľovej holi stojí strom zelený.
Vrch má naklonený, vrch má naklonený,
vrch má naklonený k tej Slovenskej zemi.
2. 
Odkážte, odpíšte tej mojej materi,
že mi svadba stojí, že mi svadba stojí,
že mi svadba stojí na Kráľovej holi.
3.
Odkážte, odpíšte mojim kamarátom,
že už viac nepôjdem, že už viac nepôjdem,
že už viac nepôjdem na fraj za dievčaťom.
4.
Na nebi hviezdičky sú moje družičky
a guľa z kanóna, a guľa z kanóna,
a guľa z kanóna, to je moja žena.

Nieużywana pierwotna druga zwrotka:
Stojí mi tam stojí, smutná neveselá,
šibenička moja, šibenička moja,
šibenička moja z kresaného dreva.